# Kepler-57 c
Kepler-57 c (или KOI-1270 с) — это экзопланета, вращающаяся вокруг звезды Kepler-57. Звезда находится на расстоянии примерно 1271 светового года от Земли в созвездии Лебедя.
Планета является второй по удалённости от звезды, после Kepler-57 b.

## История открытия
Планеты Kepler-57 c  и Kepler-57 b были найдены с помощью транзитного метода обнаружения планет телескопом Kepler в 2012 году группами Боруцки и Се Цзивэем. После информация была выложена в энциклопедии внесолнечных планет.
Во время исследования разразился спор между учёными. Две группы по изучению планетной системы показывали разные результаты: одни говорили о верхнем пределе массы планеты в 5.4 ± 3.7 M🜨 , а другая группа утверждала, что максимальная масса планеты Kepler-57 c равна 6 M🜨.
В итоге учёным удалось вычислить верхние пределы массы планет Kepler-57 c и Kepler-57 b   с помощью тайминга транзитов.

## Характеристики

### Родительская звезда
Звезда является либо жёлтым, либо оранжевым карликом со звёздной величиной 14.81 . Звезда была открыта в 2003 году.
Kepler-57 имеет массу равной 0.830 R⊙ и  0.730 M⊙. Температура в фотосфере звезды приблизительно равна 5145 Кельвинов Спектральный класс звезды - G8 V ..

### Физические характеристики
| Земля | Kepler-57 c |
| ----- | ----------- |
| Земля | Kepler-57 c |

Kepler-57 c является суперземлёй. Радиус планеты равен примерно 1.58 R⊕, а масса Kepler-57 c примерно равна 6 M🜨.
Температура на поверхности планеты оценивается в 631 Кельвинов (примерно 358 градусов Цельсия).

### Параметры орбиты
Планета вращается на расстоянии 0,092 астрономической единицы от родительской звезды. Kepler-57 c находится вне обитаемой зоны звезды, а точнее перед ней (зона Златовласки находится на расстоянии 0,67 астрономических единиц).
Год на экзопланете равен 11.60653 земных дней.
Kepler-57 b и Kepler-57 c образуют орбитальный резонанс 2:1, с помощью чего и удалось вычислить характеристики планет.
Наклонение орбиты планеты 79.64 градусов.